# Natasha Dupeyrón
Natasha Elizabeth Dupeyrón Estrada (Cidade do México, 3 de Junho de 1991) é uma atriz e cantora mexicana. É sobrinha da também atriz Elizabeth Dupeyrón.
Tem interpretado diferentes papéis, entre os quais se destaca a caprichosa Evita na telenovela Peregrina (2005-2006), a rebelde Marion em Lola...Érase una Vez (2007), a jovem garota cega Lia em Juro que te amo (2008), a nada feminina Berenice em Verano de Amor (2009) e a debutante Natália em Miss XV (2012). A comparam com Amanda Bynes por seu físico semelhante.

## Biografia
Desde pequena tem sido rodeada de luzes e câmeras, pois iniciou sua carreira quando tinha 20 dias de nascida, no programa Cándido Pérez. Desde esse momento tem aparecido em numerosos programas. Sua trajetória artística consta de 18 novelas, onze obras de teatro (incluindo o musical Vaselina onde interpretou Chiquis), cinema e também tem incursionado como repórter em Noticiários Televisa, por dois anos esteve responsável por um segmento de notícias, no Noticiero A las 3.
Em 2002, teve um protagônico infantil como a menina Natalia na telenovela La otra junto com Yadhira Carrillo e Juan Soler. Em 2003, participou como protagonista da telenovela Poucas, Poucas Pulgas, dando vida à terna Alex. Nesse mesmo ano saiu à venda o disco Poucas, Poucas Pulgas, logo no ano seguinte lançou outro disco junto com um grupo de amigos da novela, chamado De Pocas. Em 2004, Natasha esteve na obra de teatro Un mundo a colores, onde interpretava uma pop star que era sequestrada por uma bruxa para um mundo escuro, onde se encontrava com vários personagens da Disney. No ano seguinte, gravou alguma cenas para a telenovela Contra viento y marea.
Depois de terminar de gravar sua primeira vilã em Peregrina, gravou umas cenas no filme Efectos Secundarios no início de 2006. Nesse mesmo ano, Julissa a chamou para a encenar o musical Vaselina 2mil6 junto com Aarón Diaz e Sherlyn, entre outros; pelo qual tiveram 4 meses de ensaios. A obra musical estreou no dia 25 de Julho em Monterrey, iniciando sua turnê pelo México. Natasha interpretou Chiquis e cantava um dueto com Juan Carlos Flores.
Depois de mais de 100 apresentações, quase no final de 2006 abandonou a obra Vaselina para poder começar a gravar a novela Lola...Érase una Vez em 2007, onde encarnou a rebelde Marion Von Ferdinand.
Em 2008, participou na telenovela Juro que te amo onde interpretava a Lia Madrigal, uma adolescente cega convertida no objeto de rivalidade do amor de seus primos e cuja vida é manipulada por uma caprichosa milionária.
Em 2009, na telenovela Verano de Amor encarnou a Berenice Perea Olmos, uma garota que vivia em um universo um pouco infantil por medo de se reconhecer plenamente como mulher. 
No ano de 2012, Natasha participou da nova versão de Quinceañera, denominada Miss XV, dando vida a Natalia, esta vez nas mãos do produtor Pedro Damián. Gravou vários discos com a banda da telenovela, Eme 15.
Em 2013, Natasha foi chamada para a telenovela Qué pobres tan ricos para dar vida a Frida Ruiz Palacios, com a produção de Rosy Ocampo.
Em 2014,  o produtor Pedro Ortíz de Pinedo a contratou em La CQ para interpretar Joana Pinto del Rostro.
Foi convidada pelo produtor Sergio Scarpett, para protagonizar a obra de teatro Buen viaje, a qual estrou em fevereiro de 2015.
Em 2016, estrou no filme Treintona, soltera y fantástica onde dá vida a Regina e obteve a nominação ao Prêmio Ariel como "Revelação feminina".

## Trajetória

### Novelas
- Dr. Cándido Pérez (1991/1993) como Natasha
- Maria do Bairro (1995/1996) como Perla (Perlita) Ordoñez
- Esmeralda (1997) como Esmeralda Peñereal de Velasco (criança)
- Gotita de Amor (1997) como Paty
- Ángela (1998/1999) como Maria Molina
- Siempre Te Amaré (2000) como Antonia

Castellaños Robles (criança)
- Carita de ángel (2000/2001) como Mariana Reyes Fernádez
- Amigas y Rivales (2001) como Aurora
- La otra (2002) como Natalia Ibañez
- De Pocas, Pocas Pulgas (2003) como Alejandra (Alex) Lastra
- Rebelde (2004/2006) como Agustina (Temporada 1, EP 1) e Natasha (Temporada 3, EP 3)
- Peregrina (2005) como Evita Alcozer
- Contra viento y marea (2005) como Leslie
- Lola...Érase una Vez( 2007/2008) como Marion Von Ferdinand
- La Rosa de Guadalupe Verónica (2008) como Rosália Madrigal Campero
- Verano de Amor (2009) como Berenice Perea
- Momentos (2011) como Julia
- Miss XV (2012) como Natalia D' Acosta
- Qué pobres tan ricos (2013/2014) como Frida Ruizpalacios Romagnoli
- Aquí en las tierras (2018) como Pia
- La casa de las flores (2018) como Ana Paula Concuera
- Los Hilos del Pasado (2025 - 2026) como Tamara

### Filmes
- Recompensa (2000) como Regina
- Efectos secundarios (2006) como Mimi
- Ella y el candidato (2011) como Isabel
- Escenia (2014) como Ella
- Ladronas de almas (2015) como Roberta
- La vida inmoral de la pareja ideal (2016) como Amelia
- La vida secreta de tus mascotas (2016) como Katie (voz)
- Treintona, soltera y fantástica (2016) como Regina
- El que busca encuentra (2017) como Bibiana Zamarripa
- Plan V (2018) como Paula
- La boda de mi mejor amigo (2019) como Pamela
- Un papá pirata (2019) como Sara

## Discografia

### Álbuns de estúdio
| Ano  | Álbum                                    | Posicões | Posicões | Posicões | Vendas e certificações |
| Ano  | Álbum                                    | COL      | MÉX      | ARG      | Vendas e certificações |
| ---- | ---------------------------------------- | -------- | -------- | -------- | ---------------------- |
| 2012 | Eme 15 - Lançamento: 26 de junho de 2012 | 8        | 1        | 1        | - Platina - Ouro       |

### Coletânea
| Ano  | Álbum                                                          | Posições | Posições | Posições | Vendas e certificações |
| Ano  | Álbum                                                          | COL      | MÉX      | ARG      | Vendas e certificações |
| ---- | -------------------------------------------------------------- | -------- | -------- | -------- | ---------------------- |
| 2012 | Eme 15 (edición navideña) - Lançamento: 13 de novembro de 2012 | —        | 1        | —        | - Ouro                 |